# Marketing rural
Segundo a TIC Domicílios, o número de brasileiros que está conectado à internet cresce cada vez mais. Quase 70% da população têm acesso à rede, mas o que chama a atenção é que metade da zona rural está conectada, pela primeira vez na história. O novo homem do campo percebeu que a internet oferece boas oportunidades de ganhar dinheiro, ampliar mercados e colher informações valiosas como a melhoria de produtividade, qualidade dos produtos e adequação às exigências do mercado.
Diante do atual cenário que exige mais agilidade e precisão nas decisões, a conectividade é uma excelente ferramenta para encontrar parceiros e estabelecer novos negócios, além de acompanhar cotações, condições climáticas e notícias sobre o meio agro. Tendo em vista a expressiva participação do agronegócio no PIB nacional — que cresceu mais que o conjunto da economia em 2019 — e as importantes ligações comerciais com o exterior, é imprescindível investirmos em meios para entender melhor os mercados consumidores, bem como para que eles compreendam melhor o nosso mundo.
Assim como o produtor rural mudou, o consumidor também não é mais o mesmo. O desenvolvimento sustentável está cada vez mais popular e o consumidor está atento a essas questões mais do que nunca, sendo assim, muitos optam por buscar informações a respeito de como funciona todo o processo que o produto passa até chegar em sua casa, além dos valores que essa empresa defende e pratica.

O crescimento constante do setor agropecuário evidencia, também, a intensidade da concorrência. Nesse contexto, para buscar diferenciais competitivos, é essencial que as estratégias de marketing estejam dentro dos planejamentos da gestão rural. E essas estratégias precisam abranger o mix de canais de comunicação que não sejam apenas as convencionais (como publicidade passiva na mídia especializada). A Associação Brasileira de Marketing Rural e Agronegócio (ABMRA) tem desempenhado um papel fundamental nesse cenário, impulsionando o Marketing Rural e servindo como um elo entre mídia, consumidores e produtores de todos os ramos agropecuários. A ABMRA tem sido bem-sucedida em agregar a massa crítica, assim como coletar mais dados e informações desse negócio, realizando pesquisas sobre os hábitos dos produtores e demais áreas de interesse das organizações que atuam no setor.